# 翁多奇
翁多奇，是匈牙利绍莫吉州所辖的一个村。总面积43.27平方公里，总人口1115，人口密度25.8人/平方公里（2011年1月1日）。